# جورج د. ويبر
جورج د. ويبر (بالإنجليزية: George D. Weber)‏ هو سياسي أمريكي، ولد في 2 مارس 1925، وتوفي في 19 نوفمبر 2012. حزبياً، نشط في الحزب الديمقراطي. وقد انتخب عضو مجلس نواب ولاية ميسوري.